# Saint-Michel-de-Llotes
Saint-Michel-de-Llotes (catalansk: Sant Miquel de Llotes) er en by og kommune i departementet Pyrénées-Orientales i Sydfrankrig.

## Geografi
Saint-Michel-de-Llotes ligger 26 km vest for Perpignan. Nærmeste byer er mod vest Bouleternère (5 km), mod nord Ille-sur-Têt (4 km) og mod øst Corbère (5 km).

## Demografi

### Udvikling i folketal
| 1962                                                              | 1968 | 1975 | 1982 | 1990 | 1999 | 2007 | 2012 | 2017 |
| ----------------------------------------------------------------- | ---- | ---- | ---- | ---- | ---- | ---- | ---- | ---- |
| 243                                                               | 237  | 182  | 205  | 219  | 269  | 304  | 332  | 348  |
| Tal fra og med 1962 er uden dobbelttælling (sans doubles comptes) |      |      |      |      |      |      |      |      |